# Дятковицька волость
Дятковицька волость — адміністративно-територіальна одиниця Рівненського повіту Волинської губернії Російської імперії. Волосний центр — село Дятковичі.
Станом на 1885 рік складалася з 25 поселень, 27 сільських громад. Населення — 7965 осіб (3860 чоловічої статі та 4105 — жіночої), 820 дворових господарства.
Основні поселення волості:
- Дятковичі (Більшки) — колишнє власницьке село за 12 верст від повітового міста, 416 осіб, 50 дворів; волосне правління; православна церква, поштова станція, постоялий будинок, кузня.
- Арестів — колишнє власницьке село, 308 осіб, 42 двори, православна церква, водяний млин.
- Богдашів — колишнє власницьке село, 166 осіб, 23 двори, православна церква, постоялий будинок, водяний млин.
- Глинськ — колишнє власницьке село, 461 особа, 60 дворів, православна церква, постоялий будинок, трактир, лавка, 3 ярмарки, кузня.
- Грушвиці (Двірець, Городвище) — колишнє власницьке село, 632 особи, 86 дворів, православна церква, постоялий будинок, кузня, водяний млин.
- Гуменник — колишнє власницьке село при річці Стубла, 180 осіб, 24 двори, католицька каплиця, постоялий будинок.
- Заріцьк — колишнє власницьке село, 293 особи, 40 дворів, православна церква, постоялий будинок, водяний млин.
- Кривичі — колишнє власницьке село при річці Устя, 181 особа, 21 двір, православна церква, каплиця, постоялий будинок, водяний млин.
- Милостів — колишнє власницьке село при річці Стубла, 288 осіб, 21 двір, православна церква.
- Новосілки — колишнє власницьке село, 229 осіб, 25 дворів, православна церква, постоялий будинок, водяний млин.
- Омеляни — колишнє власницьке село, 718 осіб, 82 двори, православна церква, католицька каплиця, кузня, постоялий будинок, водяний млин.
- Пересопниці — колишнє державне село, 202 особи, 20 дворів, православна церква.
- Плоска (Ратнів) — колишнє власницьке село при річці Стубла, 335 осіб, 43 двори, католицька каплиця, постоялий будинок.
- Сухівці — колишнє власницьке село, при безіменному струмкові, 370 осіб, 46 дворів, православна церква, постоялий будинок.
- Шостаків — колишнє власницьке село, 149 осіб, 19 дворів, каплиця.
- Ясениничі — колишнє власницьке село при річці Устя, 183 особи, 31 двір, православна церква, постоялий будинок.

## Польський період
Після окупації Волині поляками волость називалася ґміна Дзяткевіче, з 19 лютого 1921 р. у складі повіту входила до новоутвореного Волинського воєводства.
12 грудня 1933 р. частину ґміни передано до ґмін:
- Клєвань — села Радухівка, Сухівці й Жуківщина;
- Рувне — села Арештів, Ільпин, Богдашів і Кошатів[2].

Польською окупаційною владою на території ґміни інтенсивно велася державна програма будівництва польських колоній і заселення поляками. На 1936 рік ґміна складалася з 32 громади:
1. Дібрівка — колонія: Дібрівка;
2. Дятькевичі — колонія: Дятковичі;
3. Дятькевичі — село: Дятковичі та колонії: Доброволька і Мощаниця;
4. Глинськ Чеський — село: Глинськ Чеський та колонії: Семиграни, Три Корчми і Загора;
5. Глинськ — село: Глинськ;
6. Грушвиця Чеська — село: Грушвиця Чеська, колонія: Середній Гай та хутори: Березина, Грабина і Омелянщина;
7. Грушвиця — село: Грушвиця;
8. Гуменники — село: Гуменники;
9. Яневичі — село: Яневичі;
10. Янівка — колонія: Янівка;
11. Ясененичі — село: Ясениничі та колонія: Миколаївка;
12. Кривичі — село: Кривичі;
13. Леонтівка — колонії: Леонтівка і Кардаш;
14. Макотерти — село: Макотерти;
15. Милостів — село: Милостів;
16. Мартинівка — колонія: Мартинівка;
17. Новосілки — село: Новосілки;
18. Омеляна Мала — село: Омеляна Мала та військове селище: Омеляна Мала;
19. Омеляна Велика — село: Омеляна Велика;
20. Переділи — село: Переділи;
21. Пересопниця — село: Пересопниця;
22. Плоска — село: Плоска;
23. Підцурків — село: Підцурків;
24. Підгірці — село: Підгірці;
25. Покоси — колонія: Покоси;
26. Шпаків Чеський Великий — село: Шпаків Чеський Великий;
27. Шпаків Чеський Малий — село: Шпаків Чеський Малий;
28. Шпаків — село: Шпаків;
29. Шостаків Чеський — колонія: Шостаків Чеський;
30. Шостаків — село: Шостаків;
31. Заріцьк — село: Заріцьк, фільварок: Юзефин та лісничівка: Янівка;
32. Звірхівськ — село: Звірхівськ.

Після радянської анексії західноукраїнських земель ґміна ліквідована у зв'язку з включенням у Рівненський район.